# 산로센도
산로센도(스페인어: San Rosendo)는 칠레 비오비오주 비오비오현의 코무나이다.